# Jegor Mechontsjev
Jegor Leonidovitsj Mechontsjev (Russisch: Егор Леонидович Мехонцев) (Asbest, 14 november 1984) is een Russisch bokser. Hij werd olympisch kampioen in de halfzwaargewichtklasse op de Olympische Spelen van 2012. Ook won hij het wereldkampioenschap boksen in 2009. 
In 2011 maakte hij de stap van zwaargewicht naar halfzwaargewicht. Tijdens zijn professionele carrière vocht hij 14 wedstrijden, waarvan hij er 13 wist te winnen.

## Erelijst

### Olympische Spelen
- 2012 in Londen, Verenigd Koninkrijk (–81 kg)

### Wereldkampioenschappen
- 2009 in Milaan, Italië (–91 kg)
- 2011 in Bakoe, Azerbeidzjan (–81 kg)

### Europese kampioenschappen
- 2008 in Liverpool, Verenigd Koninkrijk (–91 kg)
- 2010 in Moskou, Rusland (–91 kg)

1920: Eddie Eagan ·
1924: Harry Mitchell ·
1928: Victorio Avendaño ·
1932: David Daniel Carstens ·
1936: Roger Michelot ·
1948: George Hunter ·
1952: Norvel Lee ·
1956: James Boyd ·
1960: Cassius Clay ·
1964: Cosimo Pinto ·
1968: Danas Pozniakas ·
1972: Mate Parlov ·
1976: Leon Spinks ·
1980: Slobodan Kačar ·
1984: Anton Josipović ·
1988: Andrew Maynard ·
1992: Torsten May ·
1996: Vasili Zjirov ·
2000: Aleksandr Lebzjak ·
2004: Andre Ward ·
2008: Zhang Xiaoping ·
2012: Jegor Mechontsjev ·
2016: Julio César La Cruz ·
2020: Arlen López